# Kickboxing nos Jogos Asiáticos em Recinto Coberto de 2009
As competições de kickboxing nos Jogos Asiáticos em Recinto Coberto de 2009 ocorreram entre 3 e 7 de novembro. Oito categorias foram disputadas.

## Calendário
| Outubro/Novembro | 28 | 29 | 30 | 31 | 1 | 2 | 3 | 4 | 5 | 6 | 7 | 8 | Finais |
| ---------------- | -- | -- | -- | -- | - | - | - | - | - | - | - | - | ------ |
| Kickboxing       |    |    |    |    |   |   |   |   |   |   | 8 |   | 8      |

## Quadro de medalhas
| Ordem | País        | Medalha de ouro | Medalha de prata | Medalha de bronze |    |
| ----- | ----------- | --------------- | ---------------- | ----------------- | -- |
| 1     | Irã         | 2               | 2                |                   | 4  |
| 1     | Vietname    | 2               | 2                |                   | 4  |
| 3     | Cazaquistão | 2               |                  | 4                 | 6  |
| 4     | Jordânia    | 1               | 2                |                   | 3  |
| 5     | Tailândia   | 1               |                  | 4                 | 5  |
| 6     | Índia       |                 | 1                | 4                 | 5  |
| 7     | Iraque      |                 | 1                | 1                 | 2  |
| 8     | Mongólia    |                 |                  | 2                 | 2  |
| 9     | Kuwait      |                 |                  | 1                 | 1  |
| TOTAL | TOTAL       | 8               | 8                | 16                | 32 |

## Medalhistas
| Evento                           | Ouro                                   | Prata                          | Bronze                                                              |
| Semi contact até 63 kg masculino | THA Tailândia Direk Thongnoon          | IRQ Iraque Ahmed Karim         | KUW Kuwait Mohammad Al-Mathkori IND Índia Pankaj Kumar Mahanta      |
| Semi contact até 74 kg masculino | JOR Jordânia Mahmoud Al-Khatib         | VIE Vietnã Nguyen Van Su       | KAZ Cazaquistão Stelyan Avramidi MGL Mongólia Boldbaatariin Naadam  |
| Semi contact até 50 kg feminino  | VIE Vietnã Nguyen Phi Long             | IND Índia Ratnadiptee Shimpi   | KAZ Cazaquistão Saniya Suleimenova THA Tailândia Kanoksri Pongthian |
| Low kick até 51 kg masculino     | IRI Irã Mehdi Jalilnavaz               | VIE Vietnã Nguyen Phi Long     | IRQ Iraque Basim Matar IND Índia Manoj Kumar                        |
| Low kick até 54 kg masculino     | KAZ Cazaquistão Alemzhan Kudaibergenov | JOR Jordânia Moawiah Abuhammad | IND Índia Mohamad Amir Khan THA Tailândia Napa Sopagul              |
| Low kick até 67 kg masculino     | KAZ Cazaquistão Sayan Zhakupov         | IRI Irã Mohammad Nezami        | IND Índia Salam Meitei THA Tailândia Wongsawat Chantharangsu        |
| Low kick até 75 kg masculino     | IRI Irã Jamshid Asghar-Givehchi        | JOR Jordânia Jad Al-Wahash     | KAZ Cazaquistão Bobirzhan Artykbayev MGL Mongólia Gansuren Javkhlan |
| Low kick até 52 kg feminino      | VIE Vietnã Nguyen Thi Tuyet Mai        | IRI Irã Farinaz Lari           | KAZ Cazaquistão Shagiya Zhamalova THA Tailândia Vatinee Saranburus  |